# Орден Амаранту
Орден Амаранту, Орден Амаранта (швед. Amarantorden) — був заснований в 1653 р. для шістнадцяти пар кавалерів і дам шведською королевою Христиною, щоб увічнити успішне нічне свято-маскарад, учасники якого були одягнені у костюми пастушків і німф; королева зображувала німфу на ім'я Амаранта.
За іншими даними орден був заснований на честь одного з улюбленців королеви, а назву орден отримав за назвою місцевості, що служила королеві і її друзям для романтичних утіх.
За вірогідною версією медаль Амаранту, орден Амаранту належав до шведського лицарства, надавався через хрещення мечем.
Орден названий на честь міфологічного пастушка, іменованого Амарантом в грецькій Аркадії немов в Едемському саду, де згідно з розписаними за сценарієм ролями богів та богинь члени ордену вдягалися у вельми коштовний одяг. Шведська королева організовувала відповідну містерію, в якій ролі надавалися членам ордену. І орден Амаранту був заснований в честь і пам'ять королеви про аудієнції з іспанським послом дон Антоніо Піментелом, який також першим отримав нагороду, оскільки він стверджував про місце його народження в португальському місті Амаранті. П'ятнадцять лицарів із дамами і дон Антоніо Піментел мали на згадку цю нагороду про спільну зустріч із королевою тоді, коли поклялися не вступати в другий шлюб, маючи одну дружину (на момент присяги), а ті хто був не одружений — залишитися самотніми лицарями. Привілеєм члену ордену стала вечеря з королевою в королівському палаці Ульріксдаль в будь-яку суботу. Після панування королеви Христини орден Амаранту почав занепадати.
І у 1760 р. — став приватним орденом для «вищого суспільства», що позиціонувало себе як шведське таємне товариство (на кшталт масонів). 24 червня 1760 р. став відомим Великий Магістр Ордену Амаранту Клас Квіст (швед. Klas Qvist) та «брат» цього таємного товариства Едвард Сонделл швед. Edvard Sondell. Відомі шість градусів (ступені) в схемі даної організації. До ступеня членам надавалося право використання прикрас «зірки Христини» від імені королеви Христини, на червоній стрічці з зеленими краями. Їх мета стала жити в радості — «честь, всемогутність і обов'язки, які можуть сподобатися Всевидючому Оку».
Серед відомих імен цього Ордену були К. І. Холман (швед. K.I. Hallman), К. К. Гьорвелл (швед. K.K. Gjörwell), Е. Шрьодергейм (швед. E. Schröderheim), Г. Й. Адлербет (швед. G.J. Adlerbeth), С. Санделс (швед. S. Sandels) та Ганна-Марія Ленгрен (швед. Anna Maria Lenngren).
З 1800 р. Велика Ложа ордену Амаранту заснована і в Стокгольмі. Філії відкриті були у Гетеборзі, Мальме і Карлскруні (збереглися) й Норрчепінгу (у 1900 р.).
У даний час він існує під назвою «Великий орден Амаранту» (швед. Stora Amarantherorden) як приватна організація благодійної спрямованості під заступництвом шведської королівської сім'ї. Відділення даної організації є у шведських містах Стокгольм, Мальме, Гетеборг, Карлскруна та в Фінляндії.

## Опис
Шведська королева Христина в Римі написала есе про заснований орден — «Information de la frairie d'Amarante».
Знаком ордену був медальйон з вензелем, складеним з двох літер «А» й девізом «Солодкий спогад» (Dolce Nella Memoria).
Прикраса ордену складається з золотої медалі, зеленого кольору емалі, золотого лаврового вінка. Був поруч девіз із додаванням білого кольору емалі «Dolce Nella Memoria» (Солодкий спогад), чи релігійний девіз «лат. Semper Idem».

## Галерея

прототип цієї нагороди - Мальтійський хрест